# Adolfo Janner
Adolfo Janner (* 27. August 1896 in Bosco/Gurin; † 5. Januar 1974 in Locarno; heimatberechtigt in Bosco/Gurin) war ein Schweizer Politiker (Katholisch-konservative Volkspartei).

## Leben
Janner besuchte die Schulen in Locarno und bildete sich zum kaufmännischen Angestellten und Buchhalter aus. Anschliessend war er Inhaber eines Treuhandbüros. Als aktives Mitglied des katholischen Volksvereins wurde er 1922 von Bischof Aurelio Bacciarini an die Spitze der katholischen Pfadfinder berufen.
Ab 1924 wirkte Janner als Gemeinderat von Locarno, ab 1928 als Stadtrat und von 1931 bis 1948 als stellvertretender Stadtpräsident. Von 1931 bis 1955 sass er im Tessiner Grossrat, den er 1943 präsidierte. Im Jahr 1941 rückte er in den Nationalrat nach, dem er bis zu seiner Wahl 1951 in den Tessiner Staatsrat angehörte. In seiner acht Jahre dauernden Amtszeit in der Tessiner Exekutive stand er dem Gesundheits-, Militär-, Justiz- und Polizeidepartement vor und beschäftigte sich vor allem mit Wirtschafts-, Finanz- und Sozialfragen.
Während des Zweiten Weltkriegs leistete er einen grossen Beitrag zur Flüchtlings- und Kriegsopferhilfe. In der Schweizer Armee war er Major der Fliegerabwehrtruppen.
Janner war mit Agnese Cattori verheiratet.